# Hiltin
Hiltin(e) († 8. November 923 in Augsburg) war zwischen 909 und 923 Bischof von Augsburg. Über sein Leben und Wirken ist nur wenig bekannt. Es wird vermutet, dass er unfreier Abstammung war. Im Jahre 916 soll Hiltin an der Synode von Hohenaltheim teilgenommen haben, bei der Graf Erchanger und dessen Bruder Berchthold verurteilt wurden.